# Gwiazdozbiór Barana
Baran (łac. Aries, dop. Arietis, skrót Ari) – 39. co do wielkości gwiazdozbiór znajdujący się pomiędzy Andromedą i Bykiem. Pomimo swej niewielkiej jasności odgrywał dużą rolę w astronomii, w Baranie bowiem znajdował się punkt przecięcia ekliptyki i równika niebieskiego, tzw. punkt Barana. Przejście Słońca przez ten punkt (w momencie równonocy wiosennej) oznacza początek astronomicznej wiosny na półkuli północnej. Obecnie na skutek precesji Ziemi punkt Barana przesunął się do sąsiedniego gwiazdozbioru Ryb (od 67 r.n.e., a za 600 lat będzie już w Wodniku. Liczba gwiazd dostrzegalnych nieuzbrojonym okiem: około 50. W Polsce widoczny jesienią i zimą. Obecnie Słońce przebywa w konstelacji Barana między końcem kwietnia a połową maja. Baran jest także znakiem Zodiaku (21.3 – 20.4 ).

## Pochodzenie nazwy gwiazdozbioru
Gwiazdy Barana przedstawiały w starożytnych kulturach odrodzenie, bo łączyły się z wiosenną równonocą. Później zaczęły reprezentować słynnego barana ze Złotym Runem. Już Sumerowie widzieli w gwiazdach tego gwiazdozbioru obraz barana, a kolejne cywilizacje włączały go do własnych mitologii. Jego nazwa wywodzi się od mitologicznego skrzydlatego złotego barana Chrysomallosa. Hermes, posłaniec bogów, zobaczył, że dzieci króla Atamasa, bliźnięta Fryksos i Helle są źle traktowani przez ich macochę Ino, więc wysłał barana, by je uratować. Dzieci uczepiły się barana, i doleciały do Kolchidy u podnóża Kaukazu. Król Kolchidy Ajetes chętnie je przyjął i dał Fryksosowi swoją córkę za żonę. Baran został złożony w ofierze w świętym gaju, a jego runo zamieniło się w złoto i zostało powieszone na drzewie. Pilnował go smok, który nigdy nie zasypiał. W podzięce za ocalenie baran został ofiarowany Zeusowi i umieszczony wśród gwiazd. Złote runo zaś zostało podarowane królowi Kolchidy i stało się później celem wyprawy Argonautów, którzy płynęli na okręcie Argo (patrz też: Kil, Rufa i Żagiel) dowodzeni przez Jazona.
 Inna wersja mówi, że siostra Fryksosa szybująca wraz z nim nie zachowała ostrożności i w okolicach cieśniny oddzielającej Europę od Azji wpadła do morza. Od tej pory dla Greków cieśnina nosiła nazwę Hellespontu; obecnie znana pod nazwą Dardaneli.

## Gwiazdy w gwiazdozbiorze Barana
W XVII wieku holenderski astronom Petrus Plancius zabrał trochę gwiazd z Barana i stworzył nową konstelację, znaną jako Pszczoła (Apis). Przeszła ona kilka transformacji, była muchą, osą i lilijką, aż w XX wieku astronomowie oddali te gwiazdy Baranowi.
Układ najjaśniejszych gwiazd w Baranie tworzy charakterystyczny łuk, na który składają się: Hamal (α Ari, arab. owca) o jasności 2,01m, Sheratan (β Ari) o jasności 2,64m oraz Mesarthim (γ Ari) o jasności 3,88m.
Wokół najjaśniejszej gwiazdy Hamal, czerwonego olbrzyma, krąży odkryta w 2011 roku egzoplaneta wielkości Jowisza.
Pokazowym obiektem konstelacji jest Gamma Arietis, znana także jako Mesarthim, która była też nazywana pierwszą gwiazdą w Baranie. Jest to gwiazda podwójna, położona w odległości 204 lat świetlnych od Słońca, z niemal idealnie dopasowanymi gwiazdami typu spektralnego A i B, które – co dziwne – wydają się bladożółte. Już przez 10-centymetrowy teleskop są dobrze widoczne.

### Inne jaśniejsze gwiazdy
- Epsilon Arietis – to układ podwójny, oddalony od Słońca o 290 lat świetlnych, którego składniki można rozdzielić za pomocą teleskopu o aperturze 100 mm lub większej i dużym powiększeniu. Widać wówczas parę blisko siebie położonych gwiazd[1].
- Lambda Arietis – leżąca w odległości 133 lat świetlnych biała gwiazda mająca żółtego towarzysza, którego można zobaczyć za pomocą małego teleskopu, a nawet przez dobrą lornetkę[1].
- Bharani (41 Ari) – 3,61m
- Botein (δ Ari) – 4,35m
- R Arietis – miryda
- U Arietis – miryda
- Pi Arietis – gwiazda potrójna znajdująca się w odległości 600 lat świetlnych[1].

## Obiekty niegwiazdowe
- W Baranie znajduje się olbrzymia galaktyka spiralna NGC 772 bez poprzeczki o jasności około 10m. Leży w pobliżu Mesarthim (γ Ari). W 20-centymetrowym teleskopie ma jedno nadzwyczaj duże ramię, blade owalne halo i małe, dużo jaśniejsze jądro. W 2003 odkryto w niej w ciągu trzech tygodni dwie supernowe[2].
- NGC 691 jest z trudem dostrzegalna za pomocą 15-centymetrowego teleskopu, ale już 20-centymetrowy pokaże małe blade halo okrągłego kształtu z niewiele jaśniejszym obszarem w środku[2].

## Rój meteorów
Z gwiazdozbiorem związany jest dzienny rój meteorów zwanych Arietydami. Jest aktywny od końca maja do początku lipca z maksimum w pierwszym tygodniu czerwca. Ciałem macierzystym roju jest prawdopodobnie planetoida Ikar.